# Charles Kaman
Charles Huron Kaman (Washington, D.C., 15 de junho de 1919 — Bloomfield (Connecticut), 31 de janeiro de 2011) foi um engenheiro aeronáutico e filantropo estadunidense.
É conhecido pelo desenvolvimento do helicóptero.